# ISO 3166-2:GR
ISO 3166-2:GR è uno standard ISO che definisce i codici geografici della Grecia ed è un sottogruppo del codice ISO 3166-2.
Tali codici sono stati assegnati alle tredici periferie del paese e sono formati dalla sigla GR-, seguita da una lettera; fa eccezione il territorio autonomo del Monte Athos, identificato da due cifre.

## Codici

### Periferie
| Codice | Nome                         |
| ------ | ---------------------------- |
| GR-I   | Attica                       |
| GR-M   | Creta                        |
| GR-L   | Egeo Meridionale             |
| GR-K   | Egeo Settentrionale          |
| GR-D   | Epiro                        |
| GR-H   | Grecia Centrale              |
| GR-G   | Grecia Occidentale           |
| GR-F   | Isole Ionie                  |
| GR-B   | Macedonia Centrale           |
| GR-C   | Macedonia Occidentale        |
| GR-A   | Macedonia Orientale e Tracia |
| GR-J   | Peloponneso                  |
| GR-E   | Tessaglia                    |

### Territori autonomi
| Codice | Nome        |
| ------ | ----------- |
| GR-69  | Monte Athos |

## Codici non più in uso

### Prefetture e unità periferiche
Fino al 2016 ogni unità periferica (e in precedenza ciascuna prefettura) disponeva di un proprio codice.
| Codice | Nome             |
| ------ | ---------------- |
| GR-01  | Etolia-Acarnania |
| GR-03  | Beozia           |
| GR-04  | Eubea            |
| GR-05  | Euritania        |
| GR-06  | Ftiotide         |
| GR-07  | Focide           |
| GR-11  | Argolide         |
| GR-12  | Arcadia          |
| GR-13  | Acaia            |
| GR-14  | Elide            |
| GR-15  | Corinzia         |
| GR-16  | Laconia          |
| GR-17  | Messenia         |
| GR-21  | Zante            |
| GR-22  | Corfù            |
| GR-23  | Cefalonia        |
| GR-24  | Leucade          |
| GR-31  | Arta             |
| GR-32  | Tesprozia        |
| GR-33  | Giannina         |
| GR-34  | Preveza          |
| GR-41  | Karditsa         |
| GR-42  | Larissa          |
| GR-43  | Magnesia         |
| GR-44  | Trikala          |
| GR-51  | Grevena          |
| GR-52  | Drama            |
| GR-53  | Emazia           |
| GR-54  | Salonicco        |
| GR-55  | Kavala           |
| GR-56  | Kastoria         |
| GR-57  | Kilkis           |
| GR-58  | Kozani           |
| GR-59  | Pella            |
| GR-61  | Pieria           |
| GR-62  | Serres           |
| GR-63  | Florina          |
| GR-64  | Calcidica        |
| GR-71  | Evros            |
| GR-72  | Xanthi           |
| GR-73  | Rodopi           |
| GR-81  | Dodecaneso       |
| GR-82  | Cicladi          |
| GR-83  | Lesbo            |
| GR-84  | Samo             |
| GR-85  | Chio             |
| GR-91  | Candia           |
| GR-92  | Lasithi          |
| GR-93  | Retimo           |
| GR-94  | La Canea         |
| GR-A1  | Attica           |